# Immortal uruguaiana
La Immortal uruguaiana és el nom donat a una partida d'escacs jugada el 1943 al Campionat d'escacs de l'Uruguai entre B Molinari i Luis Roux Cabral.
La partida és famosa per la brillant combinació jugada per Roux Cabral, qui fou dos cops campió de l'Uruguai (1948 i 1970). Després del 33è moviment de Roux Cabral, tenia dues torres de menys, i totes les seves peces estaven en prise, i malgrat això en Molinari no tenia cap manera d'evitar perdre per escac i mat.
Fred Reinfeld va comentar la partida a les pàgines 11-12 de Chess Correspondent, maig-juny de 1944. El seu darrer comentari fou: "Una partida destinada a la immortalitat."

## La partida
|   | a | b | c | d | e | f | g | h |   |
| 8 | g8 negres rei · f7 negres peó · g7 negres peó · h7 negres peó · e6 negres peó · a5 negres peó · c5 negres alfil · e5 negres cavall · h5 negres dama · a4 blanques peó · b4 negres peó · c4 blanques peó · e4 blanques peó · f3 negres alfil · h3 blanques peó · e2 blanques alfil · f2 blanques alfil · a1 blanques torre · e1 blanques torre · f1 blanques dama · g1 blanques rei | g8 negres rei · f7 negres peó · g7 negres peó · h7 negres peó · e6 negres peó · a5 negres peó · c5 negres alfil · e5 negres cavall · h5 negres dama · a4 blanques peó · b4 negres peó · c4 blanques peó · e4 blanques peó · f3 negres alfil · h3 blanques peó · e2 blanques alfil · f2 blanques alfil · a1 blanques torre · e1 blanques torre · f1 blanques dama · g1 blanques rei | g8 negres rei · f7 negres peó · g7 negres peó · h7 negres peó · e6 negres peó · a5 negres peó · c5 negres alfil · e5 negres cavall · h5 negres dama · a4 blanques peó · b4 negres peó · c4 blanques peó · e4 blanques peó · f3 negres alfil · h3 blanques peó · e2 blanques alfil · f2 blanques alfil · a1 blanques torre · e1 blanques torre · f1 blanques dama · g1 blanques rei | g8 negres rei · f7 negres peó · g7 negres peó · h7 negres peó · e6 negres peó · a5 negres peó · c5 negres alfil · e5 negres cavall · h5 negres dama · a4 blanques peó · b4 negres peó · c4 blanques peó · e4 blanques peó · f3 negres alfil · h3 blanques peó · e2 blanques alfil · f2 blanques alfil · a1 blanques torre · e1 blanques torre · f1 blanques dama · g1 blanques rei | g8 negres rei · f7 negres peó · g7 negres peó · h7 negres peó · e6 negres peó · a5 negres peó · c5 negres alfil · e5 negres cavall · h5 negres dama · a4 blanques peó · b4 negres peó · c4 blanques peó · e4 blanques peó · f3 negres alfil · h3 blanques peó · e2 blanques alfil · f2 blanques alfil · a1 blanques torre · e1 blanques torre · f1 blanques dama · g1 blanques rei | g8 negres rei · f7 negres peó · g7 negres peó · h7 negres peó · e6 negres peó · a5 negres peó · c5 negres alfil · e5 negres cavall · h5 negres dama · a4 blanques peó · b4 negres peó · c4 blanques peó · e4 blanques peó · f3 negres alfil · h3 blanques peó · e2 blanques alfil · f2 blanques alfil · a1 blanques torre · e1 blanques torre · f1 blanques dama · g1 blanques rei | g8 negres rei · f7 negres peó · g7 negres peó · h7 negres peó · e6 negres peó · a5 negres peó · c5 negres alfil · e5 negres cavall · h5 negres dama · a4 blanques peó · b4 negres peó · c4 blanques peó · e4 blanques peó · f3 negres alfil · h3 blanques peó · e2 blanques alfil · f2 blanques alfil · a1 blanques torre · e1 blanques torre · f1 blanques dama · g1 blanques rei | g8 negres rei · f7 negres peó · g7 negres peó · h7 negres peó · e6 negres peó · a5 negres peó · c5 negres alfil · e5 negres cavall · h5 negres dama · a4 blanques peó · b4 negres peó · c4 blanques peó · e4 blanques peó · f3 negres alfil · h3 blanques peó · e2 blanques alfil · f2 blanques alfil · a1 blanques torre · e1 blanques torre · f1 blanques dama · g1 blanques rei | 8 |
| 7 | g8 negres rei · f7 negres peó · g7 negres peó · h7 negres peó · e6 negres peó · a5 negres peó · c5 negres alfil · e5 negres cavall · h5 negres dama · a4 blanques peó · b4 negres peó · c4 blanques peó · e4 blanques peó · f3 negres alfil · h3 blanques peó · e2 blanques alfil · f2 blanques alfil · a1 blanques torre · e1 blanques torre · f1 blanques dama · g1 blanques rei | g8 negres rei · f7 negres peó · g7 negres peó · h7 negres peó · e6 negres peó · a5 negres peó · c5 negres alfil · e5 negres cavall · h5 negres dama · a4 blanques peó · b4 negres peó · c4 blanques peó · e4 blanques peó · f3 negres alfil · h3 blanques peó · e2 blanques alfil · f2 blanques alfil · a1 blanques torre · e1 blanques torre · f1 blanques dama · g1 blanques rei | g8 negres rei · f7 negres peó · g7 negres peó · h7 negres peó · e6 negres peó · a5 negres peó · c5 negres alfil · e5 negres cavall · h5 negres dama · a4 blanques peó · b4 negres peó · c4 blanques peó · e4 blanques peó · f3 negres alfil · h3 blanques peó · e2 blanques alfil · f2 blanques alfil · a1 blanques torre · e1 blanques torre · f1 blanques dama · g1 blanques rei | g8 negres rei · f7 negres peó · g7 negres peó · h7 negres peó · e6 negres peó · a5 negres peó · c5 negres alfil · e5 negres cavall · h5 negres dama · a4 blanques peó · b4 negres peó · c4 blanques peó · e4 blanques peó · f3 negres alfil · h3 blanques peó · e2 blanques alfil · f2 blanques alfil · a1 blanques torre · e1 blanques torre · f1 blanques dama · g1 blanques rei | g8 negres rei · f7 negres peó · g7 negres peó · h7 negres peó · e6 negres peó · a5 negres peó · c5 negres alfil · e5 negres cavall · h5 negres dama · a4 blanques peó · b4 negres peó · c4 blanques peó · e4 blanques peó · f3 negres alfil · h3 blanques peó · e2 blanques alfil · f2 blanques alfil · a1 blanques torre · e1 blanques torre · f1 blanques dama · g1 blanques rei | g8 negres rei · f7 negres peó · g7 negres peó · h7 negres peó · e6 negres peó · a5 negres peó · c5 negres alfil · e5 negres cavall · h5 negres dama · a4 blanques peó · b4 negres peó · c4 blanques peó · e4 blanques peó · f3 negres alfil · h3 blanques peó · e2 blanques alfil · f2 blanques alfil · a1 blanques torre · e1 blanques torre · f1 blanques dama · g1 blanques rei | g8 negres rei · f7 negres peó · g7 negres peó · h7 negres peó · e6 negres peó · a5 negres peó · c5 negres alfil · e5 negres cavall · h5 negres dama · a4 blanques peó · b4 negres peó · c4 blanques peó · e4 blanques peó · f3 negres alfil · h3 blanques peó · e2 blanques alfil · f2 blanques alfil · a1 blanques torre · e1 blanques torre · f1 blanques dama · g1 blanques rei | g8 negres rei · f7 negres peó · g7 negres peó · h7 negres peó · e6 negres peó · a5 negres peó · c5 negres alfil · e5 negres cavall · h5 negres dama · a4 blanques peó · b4 negres peó · c4 blanques peó · e4 blanques peó · f3 negres alfil · h3 blanques peó · e2 blanques alfil · f2 blanques alfil · a1 blanques torre · e1 blanques torre · f1 blanques dama · g1 blanques rei | 7 |
| 6 | g8 negres rei · f7 negres peó · g7 negres peó · h7 negres peó · e6 negres peó · a5 negres peó · c5 negres alfil · e5 negres cavall · h5 negres dama · a4 blanques peó · b4 negres peó · c4 blanques peó · e4 blanques peó · f3 negres alfil · h3 blanques peó · e2 blanques alfil · f2 blanques alfil · a1 blanques torre · e1 blanques torre · f1 blanques dama · g1 blanques rei | g8 negres rei · f7 negres peó · g7 negres peó · h7 negres peó · e6 negres peó · a5 negres peó · c5 negres alfil · e5 negres cavall · h5 negres dama · a4 blanques peó · b4 negres peó · c4 blanques peó · e4 blanques peó · f3 negres alfil · h3 blanques peó · e2 blanques alfil · f2 blanques alfil · a1 blanques torre · e1 blanques torre · f1 blanques dama · g1 blanques rei | g8 negres rei · f7 negres peó · g7 negres peó · h7 negres peó · e6 negres peó · a5 negres peó · c5 negres alfil · e5 negres cavall · h5 negres dama · a4 blanques peó · b4 negres peó · c4 blanques peó · e4 blanques peó · f3 negres alfil · h3 blanques peó · e2 blanques alfil · f2 blanques alfil · a1 blanques torre · e1 blanques torre · f1 blanques dama · g1 blanques rei | g8 negres rei · f7 negres peó · g7 negres peó · h7 negres peó · e6 negres peó · a5 negres peó · c5 negres alfil · e5 negres cavall · h5 negres dama · a4 blanques peó · b4 negres peó · c4 blanques peó · e4 blanques peó · f3 negres alfil · h3 blanques peó · e2 blanques alfil · f2 blanques alfil · a1 blanques torre · e1 blanques torre · f1 blanques dama · g1 blanques rei | g8 negres rei · f7 negres peó · g7 negres peó · h7 negres peó · e6 negres peó · a5 negres peó · c5 negres alfil · e5 negres cavall · h5 negres dama · a4 blanques peó · b4 negres peó · c4 blanques peó · e4 blanques peó · f3 negres alfil · h3 blanques peó · e2 blanques alfil · f2 blanques alfil · a1 blanques torre · e1 blanques torre · f1 blanques dama · g1 blanques rei | g8 negres rei · f7 negres peó · g7 negres peó · h7 negres peó · e6 negres peó · a5 negres peó · c5 negres alfil · e5 negres cavall · h5 negres dama · a4 blanques peó · b4 negres peó · c4 blanques peó · e4 blanques peó · f3 negres alfil · h3 blanques peó · e2 blanques alfil · f2 blanques alfil · a1 blanques torre · e1 blanques torre · f1 blanques dama · g1 blanques rei | g8 negres rei · f7 negres peó · g7 negres peó · h7 negres peó · e6 negres peó · a5 negres peó · c5 negres alfil · e5 negres cavall · h5 negres dama · a4 blanques peó · b4 negres peó · c4 blanques peó · e4 blanques peó · f3 negres alfil · h3 blanques peó · e2 blanques alfil · f2 blanques alfil · a1 blanques torre · e1 blanques torre · f1 blanques dama · g1 blanques rei | g8 negres rei · f7 negres peó · g7 negres peó · h7 negres peó · e6 negres peó · a5 negres peó · c5 negres alfil · e5 negres cavall · h5 negres dama · a4 blanques peó · b4 negres peó · c4 blanques peó · e4 blanques peó · f3 negres alfil · h3 blanques peó · e2 blanques alfil · f2 blanques alfil · a1 blanques torre · e1 blanques torre · f1 blanques dama · g1 blanques rei | 6 |
| 5 | g8 negres rei · f7 negres peó · g7 negres peó · h7 negres peó · e6 negres peó · a5 negres peó · c5 negres alfil · e5 negres cavall · h5 negres dama · a4 blanques peó · b4 negres peó · c4 blanques peó · e4 blanques peó · f3 negres alfil · h3 blanques peó · e2 blanques alfil · f2 blanques alfil · a1 blanques torre · e1 blanques torre · f1 blanques dama · g1 blanques rei | g8 negres rei · f7 negres peó · g7 negres peó · h7 negres peó · e6 negres peó · a5 negres peó · c5 negres alfil · e5 negres cavall · h5 negres dama · a4 blanques peó · b4 negres peó · c4 blanques peó · e4 blanques peó · f3 negres alfil · h3 blanques peó · e2 blanques alfil · f2 blanques alfil · a1 blanques torre · e1 blanques torre · f1 blanques dama · g1 blanques rei | g8 negres rei · f7 negres peó · g7 negres peó · h7 negres peó · e6 negres peó · a5 negres peó · c5 negres alfil · e5 negres cavall · h5 negres dama · a4 blanques peó · b4 negres peó · c4 blanques peó · e4 blanques peó · f3 negres alfil · h3 blanques peó · e2 blanques alfil · f2 blanques alfil · a1 blanques torre · e1 blanques torre · f1 blanques dama · g1 blanques rei | g8 negres rei · f7 negres peó · g7 negres peó · h7 negres peó · e6 negres peó · a5 negres peó · c5 negres alfil · e5 negres cavall · h5 negres dama · a4 blanques peó · b4 negres peó · c4 blanques peó · e4 blanques peó · f3 negres alfil · h3 blanques peó · e2 blanques alfil · f2 blanques alfil · a1 blanques torre · e1 blanques torre · f1 blanques dama · g1 blanques rei | g8 negres rei · f7 negres peó · g7 negres peó · h7 negres peó · e6 negres peó · a5 negres peó · c5 negres alfil · e5 negres cavall · h5 negres dama · a4 blanques peó · b4 negres peó · c4 blanques peó · e4 blanques peó · f3 negres alfil · h3 blanques peó · e2 blanques alfil · f2 blanques alfil · a1 blanques torre · e1 blanques torre · f1 blanques dama · g1 blanques rei | g8 negres rei · f7 negres peó · g7 negres peó · h7 negres peó · e6 negres peó · a5 negres peó · c5 negres alfil · e5 negres cavall · h5 negres dama · a4 blanques peó · b4 negres peó · c4 blanques peó · e4 blanques peó · f3 negres alfil · h3 blanques peó · e2 blanques alfil · f2 blanques alfil · a1 blanques torre · e1 blanques torre · f1 blanques dama · g1 blanques rei | g8 negres rei · f7 negres peó · g7 negres peó · h7 negres peó · e6 negres peó · a5 negres peó · c5 negres alfil · e5 negres cavall · h5 negres dama · a4 blanques peó · b4 negres peó · c4 blanques peó · e4 blanques peó · f3 negres alfil · h3 blanques peó · e2 blanques alfil · f2 blanques alfil · a1 blanques torre · e1 blanques torre · f1 blanques dama · g1 blanques rei | g8 negres rei · f7 negres peó · g7 negres peó · h7 negres peó · e6 negres peó · a5 negres peó · c5 negres alfil · e5 negres cavall · h5 negres dama · a4 blanques peó · b4 negres peó · c4 blanques peó · e4 blanques peó · f3 negres alfil · h3 blanques peó · e2 blanques alfil · f2 blanques alfil · a1 blanques torre · e1 blanques torre · f1 blanques dama · g1 blanques rei | 5 |
| 4 | g8 negres rei · f7 negres peó · g7 negres peó · h7 negres peó · e6 negres peó · a5 negres peó · c5 negres alfil · e5 negres cavall · h5 negres dama · a4 blanques peó · b4 negres peó · c4 blanques peó · e4 blanques peó · f3 negres alfil · h3 blanques peó · e2 blanques alfil · f2 blanques alfil · a1 blanques torre · e1 blanques torre · f1 blanques dama · g1 blanques rei | g8 negres rei · f7 negres peó · g7 negres peó · h7 negres peó · e6 negres peó · a5 negres peó · c5 negres alfil · e5 negres cavall · h5 negres dama · a4 blanques peó · b4 negres peó · c4 blanques peó · e4 blanques peó · f3 negres alfil · h3 blanques peó · e2 blanques alfil · f2 blanques alfil · a1 blanques torre · e1 blanques torre · f1 blanques dama · g1 blanques rei | g8 negres rei · f7 negres peó · g7 negres peó · h7 negres peó · e6 negres peó · a5 negres peó · c5 negres alfil · e5 negres cavall · h5 negres dama · a4 blanques peó · b4 negres peó · c4 blanques peó · e4 blanques peó · f3 negres alfil · h3 blanques peó · e2 blanques alfil · f2 blanques alfil · a1 blanques torre · e1 blanques torre · f1 blanques dama · g1 blanques rei | g8 negres rei · f7 negres peó · g7 negres peó · h7 negres peó · e6 negres peó · a5 negres peó · c5 negres alfil · e5 negres cavall · h5 negres dama · a4 blanques peó · b4 negres peó · c4 blanques peó · e4 blanques peó · f3 negres alfil · h3 blanques peó · e2 blanques alfil · f2 blanques alfil · a1 blanques torre · e1 blanques torre · f1 blanques dama · g1 blanques rei | g8 negres rei · f7 negres peó · g7 negres peó · h7 negres peó · e6 negres peó · a5 negres peó · c5 negres alfil · e5 negres cavall · h5 negres dama · a4 blanques peó · b4 negres peó · c4 blanques peó · e4 blanques peó · f3 negres alfil · h3 blanques peó · e2 blanques alfil · f2 blanques alfil · a1 blanques torre · e1 blanques torre · f1 blanques dama · g1 blanques rei | g8 negres rei · f7 negres peó · g7 negres peó · h7 negres peó · e6 negres peó · a5 negres peó · c5 negres alfil · e5 negres cavall · h5 negres dama · a4 blanques peó · b4 negres peó · c4 blanques peó · e4 blanques peó · f3 negres alfil · h3 blanques peó · e2 blanques alfil · f2 blanques alfil · a1 blanques torre · e1 blanques torre · f1 blanques dama · g1 blanques rei | g8 negres rei · f7 negres peó · g7 negres peó · h7 negres peó · e6 negres peó · a5 negres peó · c5 negres alfil · e5 negres cavall · h5 negres dama · a4 blanques peó · b4 negres peó · c4 blanques peó · e4 blanques peó · f3 negres alfil · h3 blanques peó · e2 blanques alfil · f2 blanques alfil · a1 blanques torre · e1 blanques torre · f1 blanques dama · g1 blanques rei | g8 negres rei · f7 negres peó · g7 negres peó · h7 negres peó · e6 negres peó · a5 negres peó · c5 negres alfil · e5 negres cavall · h5 negres dama · a4 blanques peó · b4 negres peó · c4 blanques peó · e4 blanques peó · f3 negres alfil · h3 blanques peó · e2 blanques alfil · f2 blanques alfil · a1 blanques torre · e1 blanques torre · f1 blanques dama · g1 blanques rei | 4 |
| 3 | g8 negres rei · f7 negres peó · g7 negres peó · h7 negres peó · e6 negres peó · a5 negres peó · c5 negres alfil · e5 negres cavall · h5 negres dama · a4 blanques peó · b4 negres peó · c4 blanques peó · e4 blanques peó · f3 negres alfil · h3 blanques peó · e2 blanques alfil · f2 blanques alfil · a1 blanques torre · e1 blanques torre · f1 blanques dama · g1 blanques rei | g8 negres rei · f7 negres peó · g7 negres peó · h7 negres peó · e6 negres peó · a5 negres peó · c5 negres alfil · e5 negres cavall · h5 negres dama · a4 blanques peó · b4 negres peó · c4 blanques peó · e4 blanques peó · f3 negres alfil · h3 blanques peó · e2 blanques alfil · f2 blanques alfil · a1 blanques torre · e1 blanques torre · f1 blanques dama · g1 blanques rei | g8 negres rei · f7 negres peó · g7 negres peó · h7 negres peó · e6 negres peó · a5 negres peó · c5 negres alfil · e5 negres cavall · h5 negres dama · a4 blanques peó · b4 negres peó · c4 blanques peó · e4 blanques peó · f3 negres alfil · h3 blanques peó · e2 blanques alfil · f2 blanques alfil · a1 blanques torre · e1 blanques torre · f1 blanques dama · g1 blanques rei | g8 negres rei · f7 negres peó · g7 negres peó · h7 negres peó · e6 negres peó · a5 negres peó · c5 negres alfil · e5 negres cavall · h5 negres dama · a4 blanques peó · b4 negres peó · c4 blanques peó · e4 blanques peó · f3 negres alfil · h3 blanques peó · e2 blanques alfil · f2 blanques alfil · a1 blanques torre · e1 blanques torre · f1 blanques dama · g1 blanques rei | g8 negres rei · f7 negres peó · g7 negres peó · h7 negres peó · e6 negres peó · a5 negres peó · c5 negres alfil · e5 negres cavall · h5 negres dama · a4 blanques peó · b4 negres peó · c4 blanques peó · e4 blanques peó · f3 negres alfil · h3 blanques peó · e2 blanques alfil · f2 blanques alfil · a1 blanques torre · e1 blanques torre · f1 blanques dama · g1 blanques rei | g8 negres rei · f7 negres peó · g7 negres peó · h7 negres peó · e6 negres peó · a5 negres peó · c5 negres alfil · e5 negres cavall · h5 negres dama · a4 blanques peó · b4 negres peó · c4 blanques peó · e4 blanques peó · f3 negres alfil · h3 blanques peó · e2 blanques alfil · f2 blanques alfil · a1 blanques torre · e1 blanques torre · f1 blanques dama · g1 blanques rei | g8 negres rei · f7 negres peó · g7 negres peó · h7 negres peó · e6 negres peó · a5 negres peó · c5 negres alfil · e5 negres cavall · h5 negres dama · a4 blanques peó · b4 negres peó · c4 blanques peó · e4 blanques peó · f3 negres alfil · h3 blanques peó · e2 blanques alfil · f2 blanques alfil · a1 blanques torre · e1 blanques torre · f1 blanques dama · g1 blanques rei | g8 negres rei · f7 negres peó · g7 negres peó · h7 negres peó · e6 negres peó · a5 negres peó · c5 negres alfil · e5 negres cavall · h5 negres dama · a4 blanques peó · b4 negres peó · c4 blanques peó · e4 blanques peó · f3 negres alfil · h3 blanques peó · e2 blanques alfil · f2 blanques alfil · a1 blanques torre · e1 blanques torre · f1 blanques dama · g1 blanques rei | 3 |
| 2 | g8 negres rei · f7 negres peó · g7 negres peó · h7 negres peó · e6 negres peó · a5 negres peó · c5 negres alfil · e5 negres cavall · h5 negres dama · a4 blanques peó · b4 negres peó · c4 blanques peó · e4 blanques peó · f3 negres alfil · h3 blanques peó · e2 blanques alfil · f2 blanques alfil · a1 blanques torre · e1 blanques torre · f1 blanques dama · g1 blanques rei | g8 negres rei · f7 negres peó · g7 negres peó · h7 negres peó · e6 negres peó · a5 negres peó · c5 negres alfil · e5 negres cavall · h5 negres dama · a4 blanques peó · b4 negres peó · c4 blanques peó · e4 blanques peó · f3 negres alfil · h3 blanques peó · e2 blanques alfil · f2 blanques alfil · a1 blanques torre · e1 blanques torre · f1 blanques dama · g1 blanques rei | g8 negres rei · f7 negres peó · g7 negres peó · h7 negres peó · e6 negres peó · a5 negres peó · c5 negres alfil · e5 negres cavall · h5 negres dama · a4 blanques peó · b4 negres peó · c4 blanques peó · e4 blanques peó · f3 negres alfil · h3 blanques peó · e2 blanques alfil · f2 blanques alfil · a1 blanques torre · e1 blanques torre · f1 blanques dama · g1 blanques rei | g8 negres rei · f7 negres peó · g7 negres peó · h7 negres peó · e6 negres peó · a5 negres peó · c5 negres alfil · e5 negres cavall · h5 negres dama · a4 blanques peó · b4 negres peó · c4 blanques peó · e4 blanques peó · f3 negres alfil · h3 blanques peó · e2 blanques alfil · f2 blanques alfil · a1 blanques torre · e1 blanques torre · f1 blanques dama · g1 blanques rei | g8 negres rei · f7 negres peó · g7 negres peó · h7 negres peó · e6 negres peó · a5 negres peó · c5 negres alfil · e5 negres cavall · h5 negres dama · a4 blanques peó · b4 negres peó · c4 blanques peó · e4 blanques peó · f3 negres alfil · h3 blanques peó · e2 blanques alfil · f2 blanques alfil · a1 blanques torre · e1 blanques torre · f1 blanques dama · g1 blanques rei | g8 negres rei · f7 negres peó · g7 negres peó · h7 negres peó · e6 negres peó · a5 negres peó · c5 negres alfil · e5 negres cavall · h5 negres dama · a4 blanques peó · b4 negres peó · c4 blanques peó · e4 blanques peó · f3 negres alfil · h3 blanques peó · e2 blanques alfil · f2 blanques alfil · a1 blanques torre · e1 blanques torre · f1 blanques dama · g1 blanques rei | g8 negres rei · f7 negres peó · g7 negres peó · h7 negres peó · e6 negres peó · a5 negres peó · c5 negres alfil · e5 negres cavall · h5 negres dama · a4 blanques peó · b4 negres peó · c4 blanques peó · e4 blanques peó · f3 negres alfil · h3 blanques peó · e2 blanques alfil · f2 blanques alfil · a1 blanques torre · e1 blanques torre · f1 blanques dama · g1 blanques rei | g8 negres rei · f7 negres peó · g7 negres peó · h7 negres peó · e6 negres peó · a5 negres peó · c5 negres alfil · e5 negres cavall · h5 negres dama · a4 blanques peó · b4 negres peó · c4 blanques peó · e4 blanques peó · f3 negres alfil · h3 blanques peó · e2 blanques alfil · f2 blanques alfil · a1 blanques torre · e1 blanques torre · f1 blanques dama · g1 blanques rei | 2 |
| 1 | g8 negres rei · f7 negres peó · g7 negres peó · h7 negres peó · e6 negres peó · a5 negres peó · c5 negres alfil · e5 negres cavall · h5 negres dama · a4 blanques peó · b4 negres peó · c4 blanques peó · e4 blanques peó · f3 negres alfil · h3 blanques peó · e2 blanques alfil · f2 blanques alfil · a1 blanques torre · e1 blanques torre · f1 blanques dama · g1 blanques rei | g8 negres rei · f7 negres peó · g7 negres peó · h7 negres peó · e6 negres peó · a5 negres peó · c5 negres alfil · e5 negres cavall · h5 negres dama · a4 blanques peó · b4 negres peó · c4 blanques peó · e4 blanques peó · f3 negres alfil · h3 blanques peó · e2 blanques alfil · f2 blanques alfil · a1 blanques torre · e1 blanques torre · f1 blanques dama · g1 blanques rei | g8 negres rei · f7 negres peó · g7 negres peó · h7 negres peó · e6 negres peó · a5 negres peó · c5 negres alfil · e5 negres cavall · h5 negres dama · a4 blanques peó · b4 negres peó · c4 blanques peó · e4 blanques peó · f3 negres alfil · h3 blanques peó · e2 blanques alfil · f2 blanques alfil · a1 blanques torre · e1 blanques torre · f1 blanques dama · g1 blanques rei | g8 negres rei · f7 negres peó · g7 negres peó · h7 negres peó · e6 negres peó · a5 negres peó · c5 negres alfil · e5 negres cavall · h5 negres dama · a4 blanques peó · b4 negres peó · c4 blanques peó · e4 blanques peó · f3 negres alfil · h3 blanques peó · e2 blanques alfil · f2 blanques alfil · a1 blanques torre · e1 blanques torre · f1 blanques dama · g1 blanques rei | g8 negres rei · f7 negres peó · g7 negres peó · h7 negres peó · e6 negres peó · a5 negres peó · c5 negres alfil · e5 negres cavall · h5 negres dama · a4 blanques peó · b4 negres peó · c4 blanques peó · e4 blanques peó · f3 negres alfil · h3 blanques peó · e2 blanques alfil · f2 blanques alfil · a1 blanques torre · e1 blanques torre · f1 blanques dama · g1 blanques rei | g8 negres rei · f7 negres peó · g7 negres peó · h7 negres peó · e6 negres peó · a5 negres peó · c5 negres alfil · e5 negres cavall · h5 negres dama · a4 blanques peó · b4 negres peó · c4 blanques peó · e4 blanques peó · f3 negres alfil · h3 blanques peó · e2 blanques alfil · f2 blanques alfil · a1 blanques torre · e1 blanques torre · f1 blanques dama · g1 blanques rei | g8 negres rei · f7 negres peó · g7 negres peó · h7 negres peó · e6 negres peó · a5 negres peó · c5 negres alfil · e5 negres cavall · h5 negres dama · a4 blanques peó · b4 negres peó · c4 blanques peó · e4 blanques peó · f3 negres alfil · h3 blanques peó · e2 blanques alfil · f2 blanques alfil · a1 blanques torre · e1 blanques torre · f1 blanques dama · g1 blanques rei | g8 negres rei · f7 negres peó · g7 negres peó · h7 negres peó · e6 negres peó · a5 negres peó · c5 negres alfil · e5 negres cavall · h5 negres dama · a4 blanques peó · b4 negres peó · c4 blanques peó · e4 blanques peó · f3 negres alfil · h3 blanques peó · e2 blanques alfil · f2 blanques alfil · a1 blanques torre · e1 blanques torre · f1 blanques dama · g1 blanques rei | 1 |
|   | a | b | c | d | e | f | g | h |   |

Blanques: Molinari   Negres: Cabral   Obertura: Defensa semieslava, Variant Meran (ECO D48)
1.d4 Cf6 2.Cf3 d5 3.c4 c6 4.Cc3 Cbd7 5.e3 e6 6.Ad3 dxc4 7.Axc4 b5 8.Ad3 a6 9.0-0 c5 10.b3 Ab7 11.De2 Db6 12.Td1 Ae7 13.a4 b4 14.Cb1 Tc8 15.Cbd2 cxd4 16.Cc4 Da7 17.Cxd4 0-0 18.Ad2 a5 19.Cb5 Da8 20.Cbd6 Axg2 21.Cxc8 Txc8 22.Te1 Af3 23.Df1 Dd5 24.e4 Txc4 25.bxc4 Dh5 26.Af4 Cg4 27.Ae2 Cde5 28.h3 Ac5 29.Ag3 Cxf2 30.Axf2 (vegeu el diagrama) 30...Dg5+ 31.Rh2 Df4+ 32.Ag3 Ag1+ 33.Dxg1 Cg4+ 0–1